# Seyrigia napifera
Seyrigia napifera är en gurkväxtart som beskrevs av W. Rauh. Seyrigia napifera ingår i släktet Seyrigia och familjen gurkväxter. Inga underarter finns listade i Catalogue of Life.